# Campionato italiano di hockey su ghiaccio 1992-1993
Il Campionato italiano di hockey su ghiaccio 1992-93 è stato organizzato, come di consueto, dalla FISG.

## Serie A

### Formula
Per questa stagione, si decide che le squadre partono con un bonus ottenuto in base alla posizione acquisita nella classifica finale dell'Alpenliga, torneo che vede coinvolte squadre di Austria, Italia e Slovenia, e che verrà vinto dall'Alleghe HC (nell'albo d'oro segue un'altra formazione italiana, i Devils).
A causa di questo torneo, la formula del campionato prevede un solo girone di andata e di ritorno, per un totale di 16 incontri.

### Formazioni
Il campionato vede la mancata partecipazione del Saima Milano, nonostante le manifestazioni dei tifosi rossoblu a sostegno della società. Non vi è inoltre stata alcuna promozione dalla Serie B, le squadre iscritte al torneo da 10 diventano dunque 9: Devils Milano, Bolzano, Alleghe, Gardena, Asiago, Brunico, Varese, Fassa e Fiemme Cavalese.

### Regular Season
Tra parentesi i punti di bonus derivanti dall'Alpenliga.

### Play-off
|  | Quarti di finale | Quarti di finale | Quarti di finale | Quarti di finale | Quarti di finale | Quarti di finale | Quarti di finale |  |  | Semifinali    | Semifinali    | Semifinali    | Semifinali    | Semifinali | Semifinali | Semifinali |   |   | Finale        | Finale        | Finale | Finale | Finale | Finale | Finale |  |
|  |                  |                  |                  |                  |                  |                  |                  |  |  |               |               |               |               |            |            |            |   |   |               |               |        |        |        |        |        |  |
|  | Devils Milano    | Devils Milano    | Devils Milano    | Devils Milano    | 7                | 4                | 6                |  |  |               |               |               |               |            |            |            |   |   |               |               |        |        |        |        |        |  |
|  | Fassa Falcons    | Fassa Falcons    | Fassa Falcons    | Fassa Falcons    | 2                | 2                | 1                |  |  | Devils Milano | Devils Milano | Devils Milano | Devils Milano | 5          | 3          | 4          |   |   |               |               |        |        |        |        |        |  |
|  | Gardena          | Gardena          | Gardena          | Gardena          | 4                | 3                | 2                |  |  | Asiago        | Asiago        | Asiago        | Asiago        | 3          | 0          | 1          |   |   |               |               |        |        |        |        |        |  |
|  | Asiago           | Asiago           | Asiago           | Asiago           | 5                | 8                | 3                |  |  |               |               |               |               |            |            |            |   |   | Devils Milano | Devils Milano | 2      | 8      | 7‡     | 1      | 2      |  |
|  | 2                | Bolzano          | Bolzano          | Bolzano          | 5                | 5                | 6                |  |  |               |               | Bolzano       | Bolzano       | 3          | 2          | 6          | 3 | 1 |               |               |        |        |        |        |        |  |
|  | 7                | Varese           | Varese           | Varese           | 1                | 4                | 1                |  |  | Bolzano       | Bolzano       | Bolzano       | Bolzano       | 3          | 8          | 3          |   |   |               |               |        |        |        |        |        |  |
|  | 3                | Alleghe          | Alleghe          | Alleghe          | 9                | 5                | 5                |  |  | Alleghe       | Alleghe       | Alleghe       | Alleghe       | 2          | 5          | 1          |   |   |               |               |        |        |        |        |        |  |
|  | 6                | Bruneck-Brunico  | Bruneck-Brunico  | Bruneck-Brunico  | 3                | 4                | 3                |  |  |               |               |               |               |            |            |            |   |   |               |               |        |        |        |        |        |  |

†: partita terminata ai tempi supplementari; ‡: partita terminata ai tiri di rigore
Nelle finali scudetto, in gara-1 al Palazzetto dello Sport, il Bolzano espugna il campo dei Devils, vincendo per 3-2. Ma, in gara-2, i rossoneri pareggiano la serie, vincendo per 8-2 in Alto Adige. Il fattore campo viene fatto rispettare in gara-3 e i Devils Milano s'impongono per 7-6 ai rigori, con i rossoneri a realizzare una rimonta che rimarrà negli annali, cominciando l'ultimo periodo sotto addirittura per 1-6. In gara-4, Bolzano torna alla vittoria (3-1) e costringe la formazione milanese a giocare gara-5 per la conquista dello scudetto. Nell'ultimo match stagionale, i padroni di casa hanno la meglio sui bolzanini vincendo di misura (2-1) e confermandosi così Campioni d'Italia.
Le partite casalinghe dei Devils sono contraddistinte dai cori ostili cantati dai tifosi saimini, rimasti orfani della loro squadra, che per l'occasione si uniscono ai tifosi del Bolzano.
 L'Hockey Club Devils Milano vince il suo secondo scudetto.

Formazione Campione d'Italia: Bruno Baseotto - Paul Beraldo - Bruno Campese - Paolo Casciaro - Anthony Circelli - Vito D'Angelo - Michael De Angelis - Murray Eaves - Joseph Foglietta - Mark Robert Napier - Gaetano Orlando - Santino Pellegrino - Roland Ramoser - Roberto Romano - Lawrence Rucchin - Maurizio Scudier - William Stewart - Thomas Tilley - Marco Vaccani - John Vecchiarelli - Giovanni Volante - Ivano Zanatta.

Allenatore: Ted Sator.

#### Finale 3º/4º posto
|  | Finale 3º/4º posto |         |   |   |   |  |
|  |                    |         |   |   |   |  |
|  | Alleghe            | Alleghe | 2 | 6 | 8 |  |
|  | Asiago             | Asiago  | 5 | 4 | 2 |  |

L'Alleghe conquista la terza piazza vincendo la serie per 2-1.

### Classifica finale
| Pos. | Squadra         |
| ---- | --------------- |
| 1    | Devils Milano   |
| 2    | Bolzano         |
| 3    | Alleghe         |
| 4    | Asiago          |
| 5    | Gherdëina       |
| 6    | Bruneck-Brunico |
| 7    | Varese          |
| 8    | Fassa Falcons   |
| 9    | Fiemme          |

### Marcatori
Il top scorer del campionato è Murray Eaves dei Devils Milano con 56 p.ti (17 gol e 39 assist), poi Mark Robert Napier (Devils Milano, 51 p.ti, 19 + 32), Sergei Vostrikov (Bolzano, 48 p.ti, 22 + 26), Martin Pavlu (Bolzano, 48 p.ti, 20 + 28) e Igor Maslennikov (Bolzano, 46 p.ti, 17 + 29).

## Serie B

### Serie B1

#### Prima fase
Classifica finale dopo un doppio girone di andata e ritorno.

#### Playoff promozione
Serie giocate al meglio delle 5 gare.
|  | Quarti di finale | Quarti di finale | Quarti di finale | Quarti di finale | Quarti di finale | Quarti di finale | Quarti di finale |  |  | Semifinali | Semifinali | Semifinali | Semifinali | Semifinali | Semifinali | Semifinali |   |   | Finale     | Finale     | Finale | Finale | Finale | Finale | Finale |  |
|  |                  |                  |                  |                  |                  |                  |                  |  |  |            |            |            |            |            |            |            |   |   |            |            |        |        |        |        |        |  |
|  | CourmAosta       | CourmAosta       | CourmAosta       | 5                | 3                | 6                | 5                |  |  |            |            |            |            |            |            |            |   |   |            |            |        |        |        |        |        |  |
|  | Como             | Como             | Como             | 1                | 6                | 2                | 1                |  |  | CourmAosta | CourmAosta | CourmAosta | CourmAosta | 7          | 6          | 7          |   |   |            |            |        |        |        |        |        |  |
|  | Ritten-Renon     | Ritten-Renon     | Ritten-Renon     | 7                | 1                | 0                | 4                |  |  | Merano     | Merano     | Merano     | Merano     | 1          | 2          | 2          |   |   |            |            |        |        |        |        |        |  |
|  | Merano           | Merano           | Merano           | 6                | 2                | 3                | 7                |  |  |            |            |            |            |            |            |            |   |   | CourmAosta | CourmAosta | 2      | 2      | 10     | 5      | 12     |  |
|  | 2                | Cortina          | Cortina          | Cortina          | 8                | 8                | 8                |  |  |            |            | Zoldo      | Zoldo      | 4          | 4          | 5          | 1 | 1 |            |            |        |        |        |        |        |  |
|  | 7                | Selva            | Selva            | Selva            | 1                | 5                | 2                |  |  | Cortina    | Cortina    | Cortina    | Cortina    | 2          | 5          | 4          |   |   |            |            |        |        |        |        |        |  |
|  | 3                | Zoldo            | Zoldo            | Zoldo            | 7                | 3                | 3                |  |  | Zoldo      | Zoldo      | Zoldo      | Zoldo      | 3          | 9          | 5          |   |   |            |            |        |        |        |        |        |  |
|  | 6                | Auronzo          | Auronzo          | Auronzo          | 5                | 2                | 2                |  |  |            |            |            |            |            |            |            |   |   |            |            |        |        |        |        |        |  |

Il CourmAosta viene promosso in serie A.